# NPHP1
NPHP1‏ (Nephrocystin 1) هوَ بروتين يُشَفر بواسطة جين NPHP1 في الإنسان.